# Вір'є
Вір'є́ (фр. Virieu) — колишній муніципалітет у Франції, у регіоні Овернь-Рона-Альпи, департамент Ізер. Населення — 1087 осіб (2011).
Муніципалітет був розташований на відстані близько 450 км на південний схід від Парижа, 60 км на південний схід від Ліона, 39 км на північний захід від Гренобля.

## Історія
До 2015 року муніципалітет перебував у складі регіону Рона-Альпи. Від 1 січня 2016 року належав до нового об'єднаного регіону Овернь-Рона-Альпи.
1 січня 2019 року Вір'є і Паніссаж було об'єднано в новий муніципалітет Валь-де-Вір'є.

## Демографія
Динаміка населення (INSEE ):
Розподіл населення за віком та статтю (2006):
| Стать | Всього | До 15 років | 15-24 | 25-44 | 45-64 | 65-85 | Понад 85 |
| --- | ------ | ----------- | ----- | ----- | ----- | ----- | -------- |
| Чоловіки | 424    | 52          | 72    | 108   | 120   | 68    | 4        |
| Жінки | 568    | 112         | 60    | 112   | 144   | 92    | 48       |
| \| Статево-вікова піраміда \| Статево-вікова піраміда \| Статево-вікова піраміда \| \| ----------------------- \| ----------------------- \| ----------------------- \| \| Чоловіки \| Вік \| Жінки \| \| 4 \| 85 + \| 48 \| \| 8 \| 80-84 \| 28 \| \| 24 \| 75-79 \| 20 \| \| 8 \| 70-74 \| 32 \| \| 28 \| 65-69 \| 12 \| \| 28 \| 60-64 \| 40 \| \| 28 \| 55-59 \| 40 \| \| 20 \| 50-54 \| 20 \| \| 44 \| 45-49 \| 44 \| \| 40 \| 40-44 \| 36 \| \| 36 \| 35-39 \| 28 \| \| 20 \| 30-34 \| 32 \| \| 12 \| 25-29 \| 16 \| \| 24 \| 20-24 \| 32 \| \| 48 \| 15-20 \| 28 \| \| 20 \| 10-14 \| 32 \| \| 4 \| 5-9 \| 52 \| \| 28 \| 0-4 \| 28 \| |        |             |       |       |       |       |          |
| Статево-вікова піраміда |        |             |       |       |       |       |          |
| Чоловіки | Вік    | Жінки       |       |       |       |       |          |
| 4 | 85 +   | 48          |       |       |       |       |          |
| 8 | 80-84  | 28          |       |       |       |       |          |
| 24 | 75-79  | 20          |       |       |       |       |          |
| 8 | 70-74  | 32          |       |       |       |       |          |
| 28 | 65-69  | 12          |       |       |       |       |          |
| 28 | 60-64  | 40          |       |       |       |       |          |
| 28 | 55-59  | 40          |       |       |       |       |          |
| 20 | 50-54  | 20          |       |       |       |       |          |
| 44 | 45-49  | 44          |       |       |       |       |          |
| 40 | 40-44  | 36          |       |       |       |       |          |
| 36 | 35-39  | 28          |       |       |       |       |          |
| 20 | 30-34  | 32          |       |       |       |       |          |
| 12 | 25-29  | 16          |       |       |       |       |          |
| 24 | 20-24  | 32          |       |       |       |       |          |
| 48 | 15-20  | 28          |       |       |       |       |          |
| 20 | 10-14  | 32          |       |       |       |       |          |
| 4 | 5-9    | 52          |       |       |       |       |          |
| 28 | 0-4    | 28          |       |       |       |       |          |

## Економіка
2010 року серед 561 особи працездатного віку (15—64 років) 426 були активними, 135 — неактивними (показник активності 75,9%, у 1999 році було 65,9%). З 426 активних мешканців працювало 385 осіб (210 чоловіків та 175 жінок), безробітними було 41 (12 чоловіків та 29 жінок). Серед 135 неактивних 33 особи були учнями чи студентами, 48 — пенсіонерами, 54 були неактивними з інших причин.

У 2010 році в муніципалітеті числилось 386 оподаткованих домогосподарств, у яких проживали 951,5 особи, медіана доходів виносила 16 262 євро на одного особоспоживача